# Pleistocen muộn
| Hệ/ Kỷ | Thống/ Thế | Bậc/ Kỳ             | Tuổi (Ka) | Tuổi (Ka) |
| --- | ---------- | ------------------- | --------- | --------- |
| Đệ Tứ | Holocen    | Meghalaya           | 0         | 4,250     |
| Đệ Tứ | Holocen    | Northgrip           | 4,250     | 8,236     |
| Đệ Tứ | Holocen    | Greenland           | 8,236     | 11,70     |
| Đệ Tứ | Pleistocen | 'Trên'/Muộn         | 11,70     | 129,0     |
| Đệ Tứ | Pleistocen | Chibania hay 'Giữa' | 129,0     | 774,0     |
| Đệ Tứ | Pleistocen | Calabria            | 774       | 1.806     |
| Đệ Tứ | Pleistocen | Gelasia             | 1.806     | 2.588     |
| Tân Cận | Pliocen    | Piacenza            | 2.588     | 3.600     |
| Ghi chú và tham khảoSubdivision of the Quaternary Period according to the ICS, as of May 2019. For the Holocene, dates are relative to the year 2000 (e.g. Greenlandian began 11,700 years before 2000). For the beginning of the Northgrippian a date of 8,236 years before 2000 has been set. The Meghalayan has been set to begin 4,250 years before 2000. 'Tarantian' is an informal, unofficial name proposed for a stage/age to replace the equally informal, unofficial 'Upper Pleistocene' subseries/subepoch. In Europe and North America, the Holocene is subdivided into Preboreal, Boreal, Atlantic, Subboreal, and Subatlantic stages of the Blytt–Sernander time scale. There are many regional subdivisions for the Upper or Late Pleistocene; usually these represent locally recognized cold (glacial) and warm (interglacial) periods. The last glacial period ends with the cold Younger Dryas substage. |            |                     |           |           |

Pleistocen muộn (trong thời địa tầng còn gọi là Pleistocen thượng hay tầng Tarantian) là một bậc trong thế Pleistocen. Thời gian bắt đầu của giai đoạn này được xác định dựa trên thời kỳ gian băng Eemian trước giai đoạn băng hà cuối trong  Pleistocen cách đây 126.000 ± 5.000. Cuối thời kỳ này được xác định một cách chính xác theo định tuổi Cacbon 14 cách đây 10.000 năm. Tiếp sau thời kỳ này là thế Holocen.
Hầu hết thống Pleistocen muộn được đặc trưng bởi băng hà (băng hà Wisconsin ở Bắc Mỹ và tương ứng với các giai đoạn băng hà ở Á-Âu). Một số hệ động vật lớn bị đe dọa tuyệt chủng trong giai đoạn này, và xu hướng này tiếp diễn trong Holocen, cũng như Loài người. Loài người phân bố trên các lục địa trong suốt Pleistocen muộn trừ Nam Cực.
Thời kỳ động vật có vú trên cạn Bắc Mỹ trong Pleistocen muộn: bậc Rancholabrean tuổi 0,3 Ma, ranh giới trên là 0,011 Ma.